# Kamel Chebli
  Kamel Chebli    (Tunis, 9 de març de 1954) és un exfutbolista tunisià de la dècada de 1970.
Fou internacional amb la selecció de Tunisia amb la qual participà en la Copa del Món de futbol de 1978.
Pel que fa a clubs, destacà a Club Africain.
Trajectòria com a entrenador:
- 1993-94: Union Sportive Monastirienne
- 1994-95: Club Sportif des Cheminots
- 1995-95: Sporting Club de Ben Arous
- 1996-97: Association Sportive de l'Ariana
- 1998-98: Sporting Club de Ben Arous
- 1998-99: Al Sha'ab Sharjah (segon entrenador)
- 2000-01: Grombalia Sports
- 2001-02: Club Olympique de Médenine
- 2003-03: Association Sportive de Djerba
- 2004-04: Étoile Sportive de Béni Khalled
- 2004-05: Club Africain
- 2005-05: Al Nasr Salalah
- 2007-07: Alhilal Benghazi
- 2007-08: Avenir Sportif de Kasserine
- 2008-09: Dibba Al-Hisn Sports Club
- 2009-10: Avenir Sportif de La Marsa